# Über den Tellerrand

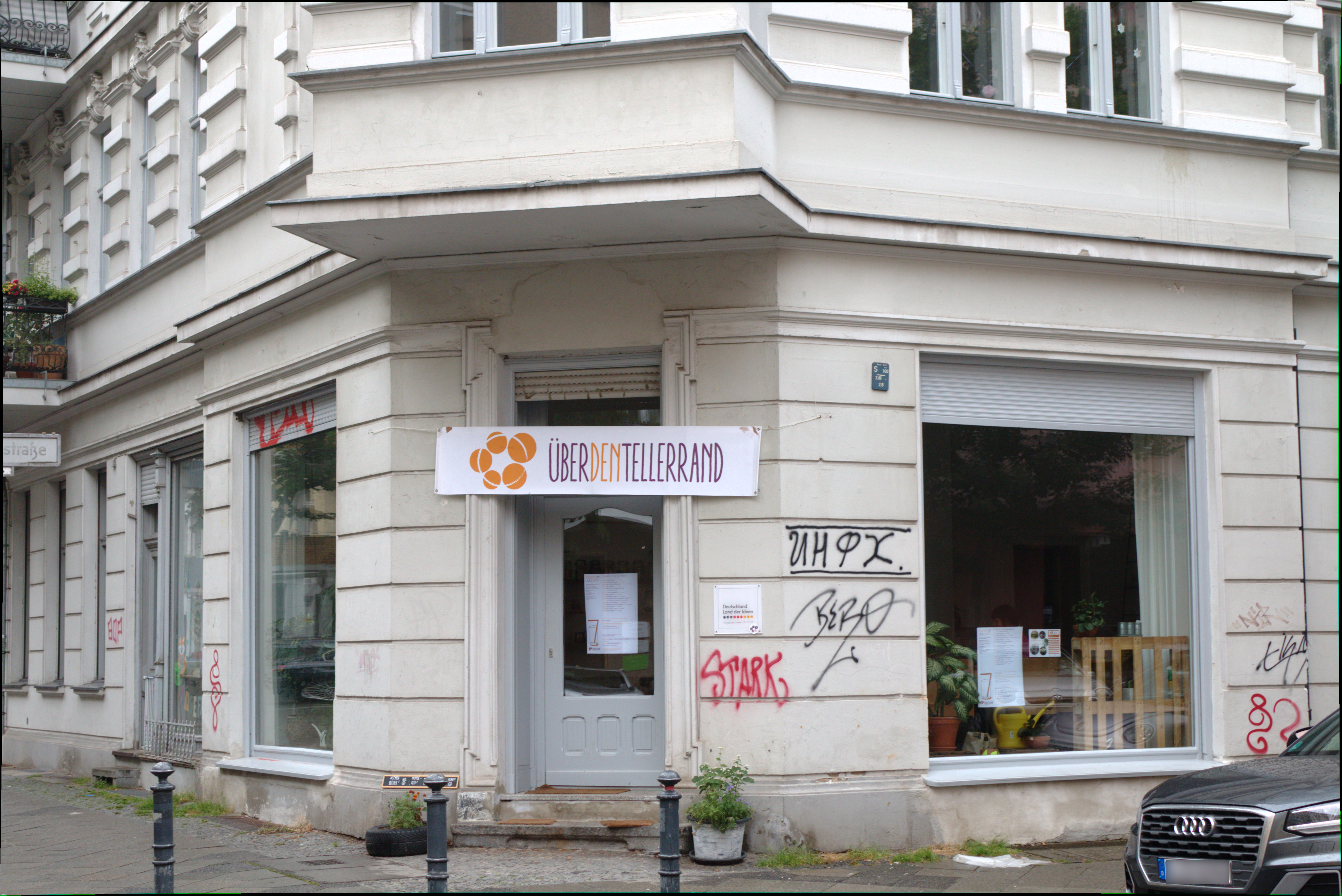
Kitchen Hub Über den Tellerrandu v Berlíně

Über den Tellerrand je německá nezisková organizace, jejímž cílem je pomáhat v integraci přistěhovalců. Její sídlo je v Berlíně a byla založena v dubnu 2014. Proto pracuje jak s uprchlíky, tak i s domácím obyvateli. Organizace je aktivní v 25 městech.

## Historie

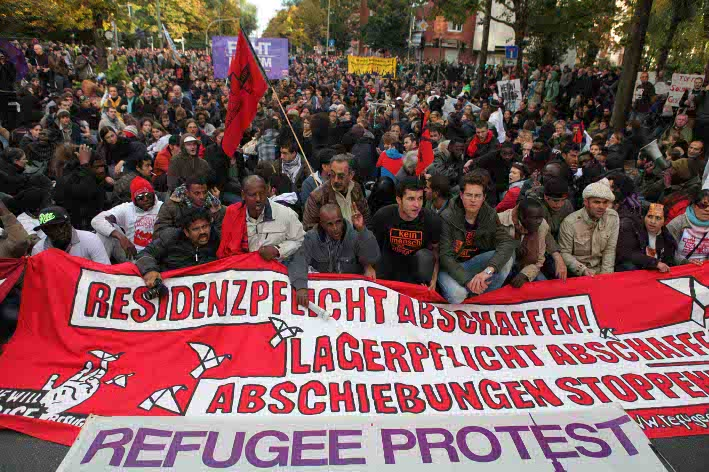
Uprchlíci protestují v Berlíně v roce 2013.

Myšlenka se začala rozvíjet,  když se v roce 2013 v Berlíně uskutečnily velké protesty uprchlíků na Oranienplatz v Berlíně. Zakladatelé Über den Tellerrand slyšeli o protestech v médiích, ale neznali nikoho, kdo tehdy na náměstí protestoval. Cílem tedy bylo především uprchlíky poznat. Zakladatelé se rozhodli, že budou s uprchlíky vařit. Z toho posléze vznikla kuchařka. Tato kuchařka obsahuje nejen originální recepty uprchlíků, ale i jejich osobní příběhy.  Kniha byla dokončena a posléze uvedena na trh během osmi týdnů. První kniha obsahuje 21 receptů uprchlíků. Kniha obdržela v prosinci 2013 cenu Funpreneur. Zpočátku bylo vydáno pouze 400 výtisků. Nicméně objednávek bylo tolik, že se čtyři zakladatelé rozhodli projekt zprofesionalizovat.

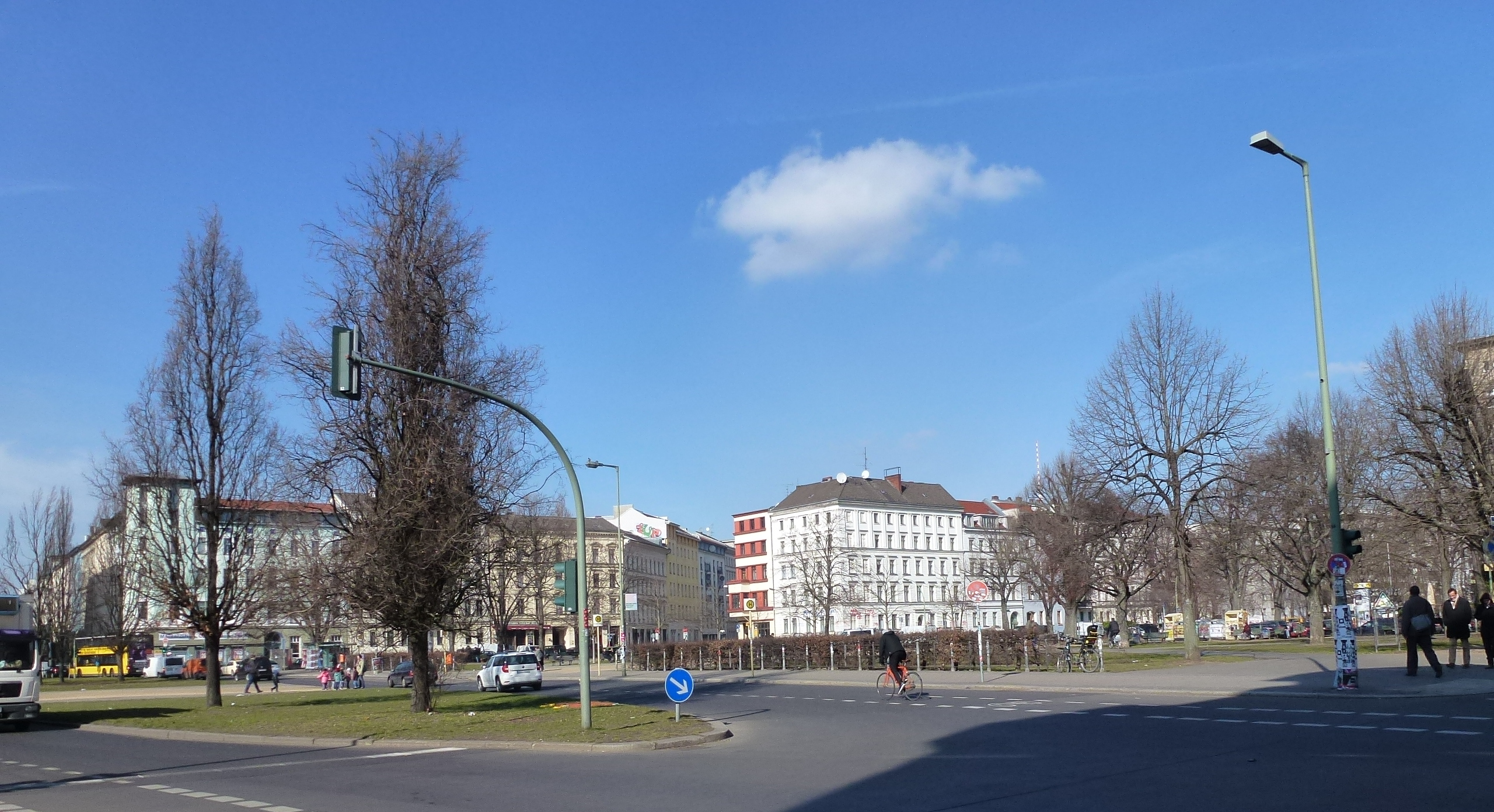
Oranienplatz v Berlíně - Kreuzbergu

Ze společného vaření vzešla myšlenka, že by uprchlíci mohli poskytovat kurzy vaření. Pro zakladatele bylo důležité sblížit uprchlíky a místní obyvatele.
Později se vydala ještě druhá kuchařka. Ta obsahuje 36 receptů od 27 uprchlíků. Kuchaři pocházejí ze zemí jako Afghánistán, Sýrie, Guinea, Niger, Makedonie nebo Čečensko.
Původní myšlenkou sdružení bylo, že se uprchlíci a místní při společném vaření lépe seznámí s kulturou toho druhého. Místní lidé také mohou pochopit situaci uprchlíka.

## Činnost sdružení
Sdružení provozuje různé programy na podporu integrace. Mezi ně patří Champion program, Satelitní program, Kuchyně na útěku, Job buddy program a Budování mostů. Sdružení podporuje sociální vztahy uprchlíků koučováním dobrovolníků a poskytováním infrastruktury a zdrojů. Mezi hlavní aktivity patří společné vaření, sportování, zpěv nebo zahradničení, ale také tandemové jazykové kurzy. Satelitní program zahrnuje podporu satelitních měst mimo Berlín. Celkem je jich v Nizozemí, Švýcarsku, Rakousku a Německu 25. Kuchyně na útěku je mobilní kuchyně, která v roce 2016 procestovala Itálii, Francii, Německo, Nizozemsko a Švédsko. Místní obyvatelé vařili s uprchlíky ve společné mobilní kuchyni. Cílem bylo mezinárodně rozšířit tuto myšlenku. Projekt byl financován v rámci Advocate Europe Programm. V Job buddy programu pomáhá zkušený zaměstnanec uprchlíkům s orientací na trhu práce zasíláním žádostí o práci, tvorbou dokumentů a přípravy na pracovní pohovory. Sdružení kromě toho podporuje tematické přednášky a workshopy. V Budování mostů sdružení podporuje týmy složené z místních, uprchlíků žijících v Německu delší dobu a nově příchozích uprchlíků ze stejné země. Kombinace místních a integrovaných uprchlíků umožňuje snadněji překonat jazykové bariéry. Kromě toho integrovaní uprchlíci lépe pochopí obtíže, kterým čelí nově příchozí.

## Ocenění
- Ort im Land der Ideen 2016[8]
- Aktiv für Demokratie und Toleranzi 2015[9]
- Gastronomischer Innovator 2015[10]
- Advocate Europe 2015[11]
- Výstava na EXPO 2015 v Miláně v německém pavilonu[12]

## Publikace
- Rezepte für ein besseres Wir Pearl, 2014, ISBN 978-3-95760-002-8
- Eine Prise Heimat: Das Fusions-Kochbuch Riva, 2016 ISBN 978-3-86883-606-6